# 江南繞城高速
江南繞城高速（韩语：／ Gamnamsunhwanro）是連接衿川區始興洞西下十字路口和瑞草區牛眠洞西南交流道的首爾汽車專用道路。 它的建設目的是通過分散南部環城高速和奧林匹克高速公路的交通，並將其與之前開通的江北環城高速等主要幹線道路連接起來，在首爾建立一個綜合的城市高速公路網絡。